# Laurent Sauvage
Laurent Sauvage est un comédien français.

## Biographie
Il a été artiste permanent associé à la direction du Théâtre Nanterre-Amandiers de 1995 à 1997 et au Théâtre Gérard Philipe de Saint-Denis en 1998.
Il est particulièrement remarqué au festival d'Avignon : en 2008 dans la pièce de Falk Richter Das System mise en scène par Stanislas Nordey et à nouveau en 2010 dans My secret garden du même auteur monté par le même metteur en scène. En 2010, Christophe Fiat écrit la pièce Laurent Sauvage n'est pas une walkyrie, un solo écrit spécialement pour le comédien. L'année suivante, Laurent Sauvage est à nouveau sollicité par Christophe Fiat pour L'indestructible Madame Richard Wagner, que l'auteur met en scène.
Laurent Sauvage a joué pour Stanislas Nordey, Joël Jouanneau, Jean-Pierre Vincent, Guillaume Doucet ou encore Anita Picchiarini.

## Théâtre

### Comédien
- 1992 : Les Aventures d'Abou et Maimouna dans la lune de Frédéric Fisbach, Théâtre Gérard Philipe
- 1994 : Vole mon dragon d'Hervé Guibert, mise en scène Stanislas Nordey, Rencontres d'été de la Chartreuse de Villeneuve-lès-Avignon, Théâtre de la Bastille
- 1995 : Splendid's de Jean Genet, mise en scène Stanislas Nordey, Théâtre Nanterre-Amandiers
- 1996 : Tout est bien qui finit bien de William Shakespeare, Théâtre Nanterre-Amandiers
- 1997 : L'Orestie d’Eschyle, mise en scène Serge Tranvouez, Théâtre Nanterre-Amandiers
- 1998 : Comédies féroces de Werner Schwab, mise en scène Stanislas Nordey, Théâtre Gérard Philipe
- 1999 : Les Comédies féroces de Werner Schwab, mise en scène Stanislas Nordey, Théâtre des Treize Vents
- 1999 : Iphigénie ou le péché des Dieux de Michel Azama, mise en scène Véronique Nordey, Théâtre Gérard Philipe
- 2001 : Médée de Hans Henny Jahnn, mise en scène Anita Picchiarini, Théâtre national de la Colline
- 2003 : La Puce à l'oreille de Georges Feydeau, mise en scène Stanislas Nordey, Théâtre national de Bretagne
- 2004 : La Puce à l'oreille de Georges Feydeau, mise en scène Stanislas Nordey, Théâtre des Treize Vents, Théâtre national de Strasbourg, Théâtre national de la Colline, Théâtre du Nord
- 2005 : Cris de Laurent Gaudé, mise en scène Stanislas Nordey, Théâtre Ouvert
- 2006 : Cris de Laurent Gaudé, mise en scène Stanislas Nordey, Théâtre des Treize Vents, Comédie de Caen
- 2007 : La Double Inconstance de Marivaux, mise en scène Christian Colin, Théâtre national de Chaillot, Comédie de Genève, Comédie de Reims, Théâtre national de Bretagne, Théâtre du Nord, Théâtre national de Bordeaux en Aquitaine
- 2007 : Incendies de Wajdi Mouawad, mise en scène Stanislas Nordey, Théâtre national de Bretagne
- 2008 : Le Palais des fêtes d'après Yukio Mishima, mise en scène Guillaume Gatteau, tournée
- 2008 : Incendies de Wajdi Mouawad, mise en scène Stanislas Nordey, Théâtre national de Bretagne, Théâtre national de la Colline
- 2008 : Das System (Le Système) de Falk Richter, mise en scène Stanislas Nordey, Festival d'Avignon, Théâtre national de Bretagne
- 2009 : Pour rire pour passer le temps de Sylvain Levey, mise en scène Guillaume Doucet, La Paillette Rennes
- 2010 : Les Justes d'Albert Camus, mise en scène Stanislas Nordey, Théâtre national de Bretagne, Théâtre national de la Colline, Théâtre des Treize Vents, TNP Villeurbanne
- 2010 : My Secret Garden de Falk Richter, mise en scène Stanislas Nordey, Festival d'Avignon, Comédie de Reims, Théâtre des Quartiers d'Ivry
- 2010 : Laurent Sauvage n'est pas une Walkyrie de Christophe Fiat, mise en scène de l'auteur, Festival d'Avignon
- 2011 : L'Indestructible Madame Richard Wagner de Christophe Fiat, mise en scène de l'auteur, Théâtre de Gennevilliers
- 2011 : Chroniques du bord de scène - Saison 4 Traité des passions de l'âme d'après António Lobo Antunes, mise en scène Nicolas Bigards, MC93 Bobigny
- 2012 : Un Ennemi du peuple de Henrik Ibsen, mise en scène Guillaume Gatteau, Nouveau théâtre d'Angers
- 2013 : Belgrade, de Angélica Liddell, mise en scène Julien Fisera, Comédie de Saint-Etienne, Théâtre de Vanves
- 2013 : Par les villages, de Peter Handke, mis en scène par Stanislas Nordey, Festival d'Avignon, Théâtre national de la Colline
- 2014 : Mes prix littéraires, de Thomas Bernhard, mise en scène Olivier Martinaud, Le Lucernaire
- 2015 : Les Inquiets et les brutes, de Nis-Momme Stockmann, mise en scène Olivier Martinaud, Le Lucernaire
- 2016 : Je suis Fassbinder, de Falk Richter, mise en scène Stanislas Nordey et Falk Richter, Théâtre national de Strasbourg
- 2017 : Le Camion, de Marguerite Duras, mise en scène Marine de Missolz, Théâtre national de Strasbourg
- 2017 Erich von Stroheim de Christophe Pellet, mise en scène Stanislas Nordey Théâtre du Rond-Point
- 2018 Le Père Julien Gosselin MC 93 Bobigny
- 2019 La Cage, d'après Le Baiser de la Femme-Araignée, Paris La Scène Thélème
- 2020 Berlin mon garçon de Marie N Diaye, mise en scène Stanislas Nordey, Odéon, Atelier Berthier

### Metteur en scène
- 2000 : Anticonstitutionnellement de Laurent Sauvage, Théâtre Gérard Philipe
- 2003 : Orgie de Pier Paolo Pasolini, Festival Mettre en Scène à Rennes, Théâtre de Cornouaille Quimper
- 2005 : Je suis un homme de mots d'après Jim Morrison,  Maison de la Poésie
- 2022 : J’avais vingt ans. Je ne laisserai personne dire que c’est le plus bel âge de la vie, d'après Paul Nizan, Aden Arabie, MC93